# 安赫尔·马托斯
安赫尔·马托斯（西班牙語：Ángel Matos，1976年12月24日—），古巴男子跆拳道运动员。他曾代表古巴参加2000年、2004年和2008年夏季奥林匹克运动会跆拳道比赛，其中2000年奥运会获得一枚金牌。